# 金谷宏二
金谷 宏二（かなや こうじ、1965年 - ）は日本の撮影監督、日本映画撮影監督協会JSC所属。

## 映画
- 打ち上げ花火、下から見るか? 横から見るか? （1995年8月公開、監督・脚本　岩井俊二）
- スワロウテイル Bカメ（1996年9月1日公開、監督・脚本・編集　岩井俊二）
- 心霊2（1997年、監督　稲川淳二）
- BLOOD 狼血（1999年1月22日公開、監督　鈴木浩介）
- 制覇（1999年3月5日公開、監督　鈴木浩介）
- 報復（1999年5月14日公開、監督　鈴木浩介）
- LOVE/JUICE（2000年、監督　新藤風）
- ゲット・イット・オン？（2001年、監督　舞原賢三）
- ハーケンクロイツの翼（2004年、監督　片嶋一貴）
- お父さんのバックドロップ（2004年、監督　李闘士男）
- 怪談新耳袋　ノブヒロさん（2006年、監督　豊島圭介）
- 学校の階段（2007年、監督・脚本　佐々木浩久）
- LOVEDEATH（2007年、監督　北村龍平）
- SIGHZANCE SHORT FILMS PARTY VOL.2「ひといき」『四月の光』 （2009年、監督　北見敏之）
- 鎧 サムライゾンビ（2009年、監督　坂口拓）
- オンナゴコロ（2009年、監督：松田礼人）
- 呪怨 白い老女（2009年、脚本・監督　三宅隆太）
- 女子カメラ（2012年、監督　向井宗敏）
- SIGHZANCE SHORT FILMS PARTY VOL.3「スキマトズレ」『ここより他の場所』（2015年、監督　北見敏之）
- アラフォーの挑戦　アメリカへ（2019年、監督　すずきじゅんいち）

### 長野オリンピック公式ドキュメンタリー映画
- Nagano '98 Olympics: Bud Greenspan's Stories of Honor and Glory (1998年、監督　バド・グリーンスパン)

## テレビドラマ
- 見知らぬ我が子 （1991年4月、関西テレビ「DRAMADOS」、監督・脚本　岩井俊二）
- 殺しに来た男 （1991年12月、関西テレビ「DRAMADOS」、監督　岩井俊二）
- マリア （1992年3月、関西テレビ「DRAMADOS」、監督・脚本　岩井俊二）
- 夏至物語（1992年9月、関西テレビ「薔薇DOS」、監督・脚本　岩井俊二）
- オムレツ （1992年10月、フジテレビ「La cuisine」、監督・脚本　岩井俊二）
- 蟹缶 （1992年12月7日放映、フジテレビ「世にも奇妙な物語」、監督　岩井俊二）
- GHOST SOUP （1992年12月、フジテレビ「La cuisine」、監督・脚本　岩井俊二）
- FRIED DRAGON FISH （1993年3月、フジテレビ「La cuisine」、監督・脚本　岩井俊二）
- 打ち上げ花火、下から見るか? 横から見るか? （1993年8月、フジテレビ「if もしも」、監督・脚本　岩井俊二）
- 幻想ミッドナイト（1997年、東映・テレビ朝日、監督　飯田譲治　舞原賢三）
- ジェリー・イン・ザ・メリィゴーラウンド（1998年、テレビ東京、監督　下山天　他）
- 嫉妬の香り（2001年、テレビ朝日、）
- 怪談新耳袋 （BS-i、監督　佐々木浩久他）
- 金曜エンタテイメント** 「奥様は警視総監シリーズ」（2006年 - 、フジテレビ、監督　井坂聡 ）
- 君が光をくれた（2006年、TBS、監督　塚本連平）
- 女子大生会計士の事件簿（BS-i、2008年、監督　佐々木浩久他）
- 怪談新耳袋  スペシャル （2008年）
  - 『ぎぃ』（BS-i、監督　三宅隆太）
  - 『ぶぅん』（BS-i、監督　三宅隆太）
- 珈琲屋の人々（2014年4月 - 5月、NHK BSプレミアム、監督　井坂聡　他）

## オリジナルビデオ
- 闘牌伝アカギ（1995年、監督　舞原賢三）
- 雀魔アカギ（1997年、監督　舞原賢三）
- 現金狩り 最終出口（1999年、監督　榎戸耕二）
- 極道甲子園（2004年、監督　鈴木浩介）
- 『SOUL TRAIN』Bカメ（2007年、監督・脚本：三浦大輔）

## その他
- 長渕剛 SAKURAJIMA[1] ドキュメントパート撮影　監督　北村龍平